# Rhythm Paradise Groove
Rhythm Paradise Groove, connu aux États-Unis sous le nom de Rhythm Heaven Groove et au Japon sous le nom de Rhythm Tengoku: Miracle Stars (リズム天国 ミラクルスターズ＋, Rizumu Tengoku: Mirakuru Sutāzu), est un jeu de rythme développé et édité par Nintendo. Il est le cinquième jeu de la série Rhythm Paradise. Sa sortie mondiale est prévue en 2026 sur Nintendo Switch.

## Développement
Rhythm Paradise Groove est annoncé lors du Nintendo Direct diffusé le 27 mars 2025 pour une sortie mondiale en 2026 sur Nintendo Switch,.